# Afrikanische Langohrmaus
Die Afrikanische Langohrmaus (Malacothrix typica) ist ein Nagetier aus der Unterfamilie Baummäuse. Sie kommt im südlichen Afrika vor und ist die einzige Art der Gattung Malacothrix.

## Merkmale
Dieses Nagetier hat eine typische Mausgestalt. Es erreicht eine Kopf-Rumpf-Länge von 65 bis 95 mm und eine Schwanzlänge von 28 bis 42 mm. Das Gewicht variiert zwischen 7 und 20 g.  Namensgebend sind die auffälligen 14 bis 21 mm langen Ohren. Das Fell der Oberseite hat eine grau- bis rotbraune Farbe. Mehr oder weniger ausgeprägte schwarze Haarspitzen sind als dunkle Flecken oder Streifen sichtbar. Auf der Unterseite ist das Fell hellgrau bis weiß. Die Afrikanische Langohrmaus hat an Händen und Füßen vier Finger bzw. Zehen. Die Füße sind oberseits nackt und an den Sohlen mit Haaren bedeckt.

## Verbreitung und Habitat
Die Afrikanische Langohrmaus kommt vom südlichen Angola über Namibia und Botswana bis nach Südafrika vor. Sie lebt in Savannen, Halbwüsten und Gebüschflächen.

## Lebensweise
Obwohl die Art zu den Baummäusen zählt, hält sie sich vorwiegend am Boden auf. Sie gräbt Tunnel mit einer Kammer am Ende, die bis zu 120 cm tief liegt. Die Kammer wird mit Gras und Vogelfedern gepolstert. Afrikanische Langohrmäuse sind nachtaktiv und entfernen sich auf der Nahrungssuche bis zu 4 km von ihrem Bau. Sie fressen vorwiegend grüne Pflanzenteile sowie Samen.
Meist erfolgt die Fortpflanzung zwischen August und März, wobei mehrere Würfe pro Jahr vorkommen. Außerhalb dieser Zeit leben Männchen und Weibchen allein. Weibchen sind meist 22 bis 26 Tage trächtig und pro Wurf werden 2 bis 7 Junge geboren. Diese sind anfänglich nackt und blind und wiegen etwa 1,1 g. Sie werden etwa einen Monat gesäugt und erreichen die Geschlechtsreife nach durchschnittlich 51 Tagen. Der erste Wurf erfolgt erst 50 bis 70 Tage später.

## Status
Die Art wird selten gesichtet. Die Weltnaturschutzunion (IUCN) geht jedoch von einem stabilen Bestand aus und listet die Afrikanische Langohrmaus als nicht gefährdet (Least Concern).